# Бетмен проти Дракули
Бетмен проти Дракули (англ. The Batman vs Dracula) — американський мультфільм за мотивами мультсеріалу 2004 року і комікс-серії «Red Rain».

## Сюжет
Вночі, коли готемці сплять, під прикриттям ночі вилітають двоє легендарних кажанів. Один з них перетворює Готем у армію вампірів, а інший робить все можливе щоб цьому запобігти. Але Дракула не тільки один з наймогутніших ворогів Бетмена, він має великі силу, розум та швидкість. І хоча Бетмен має величезний арсенал зброї, він, все ж таки, смертний.

## Ролі озвучили
- Ріно Романо — Брюс Вейн / Бетмен
- Пітер Стормаре — Дракула
- Тара Стронг — Вікі Вейл
- Том Кенні — Освальд Коббльпот / Пінгвін
- Кевін Майкл Річардсон — Джокер
- Елістер Данкан — Альфред Пенніворт

Додаткові голоси озвучили Джеф Беннетт, Робін Аткін Даунс, Ніл Росс та Джеймс Сє.